# E-Amusement

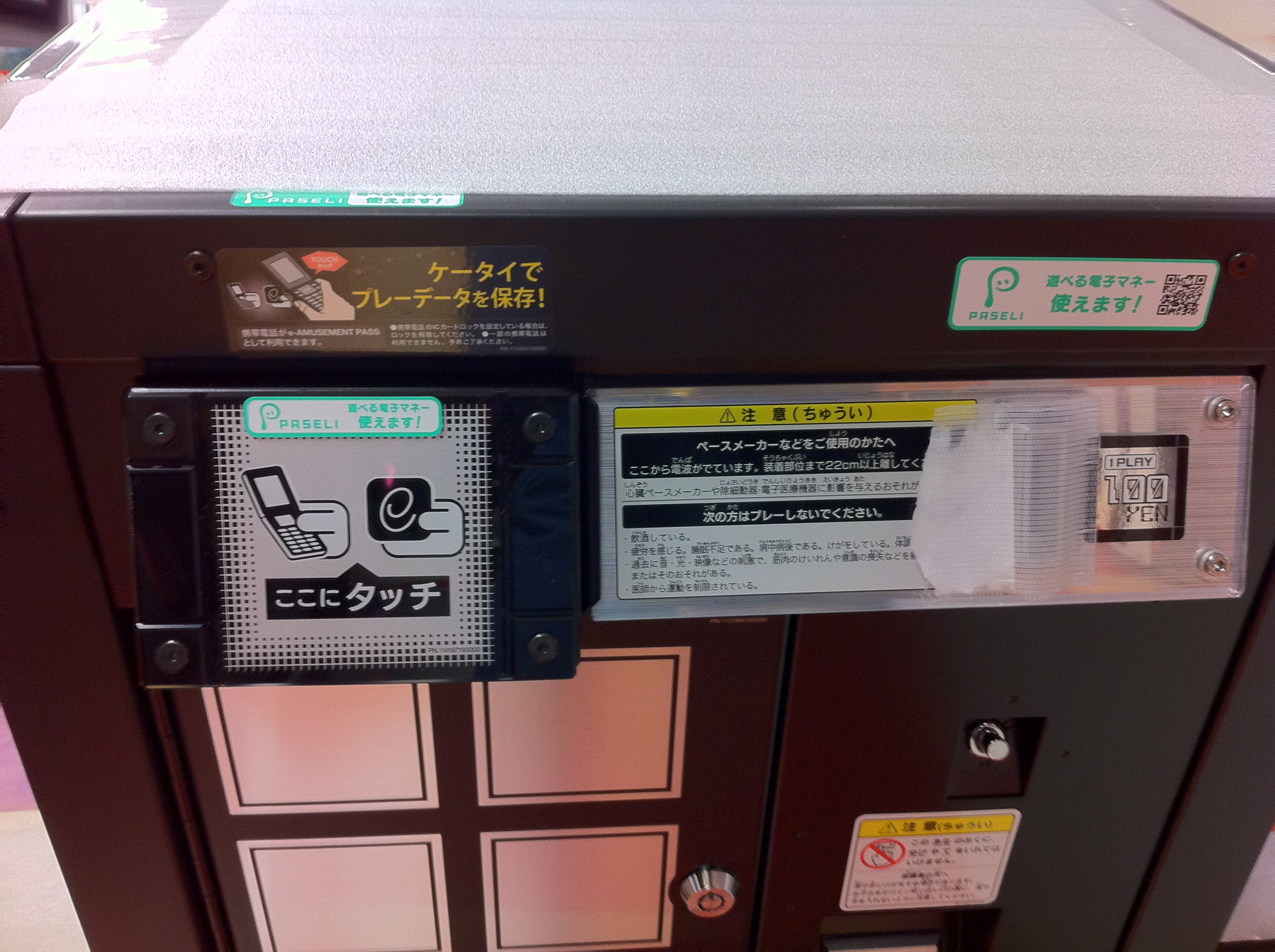
Un lector e-Amusement en Jubeat

El sistema e-amusement (anteriormente estilizados e-AMUSEMENT y eAMUSEMENT) es un servicio en línea creada por Konami para funcionar con máquinas arcade. La tarjeta es usada para varios propósitos, entre ellos: Grabar puntajes, Ranking de internet y monedero PASELI.
Antiguamente se usaban tarjetas magnéticas para ciertas máquinas, pero después, empezaron a usar el e-amusement pass para todas las máquinas, que consiste en las tarjetas inteligentes o smart cards. Adicionalmente, se agregaron la seguridad a las tarjetas, que consiste en marcar 4 dígitos para ingresar. El sistema también se puede ingresar a los celulares mediante el app llamado "netDX". Con la llegada de Amusement IC, el servicio e-Amusement es compatible con BANAPASSPORT de Bandai Namco Entertainment y tarjetas Aime de Sega All.net, y posteriormente con tarjetas NESiCA de Taito.
- Si el usuario pierde la tarjeta, se podrá rescatar sus datos mediante la web y trasferirlas a otra e-amusement pass.
- En algunos juegos, es posible personalizar la interfaz o, en el caso de DDR, usar los edits de usuario.
- Teléfonos inteligentes con NFC no pueden replicar una e-amusement pass real, debido a códigos internos de seguridad de la tarjeta.
- Se extiende el servicio a varios países con el lanzamiento de juegos para PC, teléfonos y vía web gracias a un nuevo servicio, Konami Game Station (anteriormente e-Amusement Cloud), pero req. cuenta y uso de tarjetas de crédito para comprarlos debido a que fuera de Japón no cuenta con PASELI.
- Cabe mencionar que el sitio queda cerrado entre las 5:00 y las 7:00 JST (UTC+9) y el fin de mes entre las 2:00 y las 7:00 JST (UTC+9) por motivos de mantenimiento.
- Además, en caso de que se registre una cuenta desde un juego japonés como Mahjong Fight Club, solo es necesaria la identificación vía Konami ID. La e-Amusement pass se vende por separado.

Se encuentran más de 60 juegos que soportan, algunos de ellos activos y el resto fueron desconectados por término de soporte. 32 corresponden a tragamonedas y la pequeña mayoría corresponden a entregas Bemani. Además, debido a su sistema lanzado el 2012, "Participación e-amusement", req. de constante conexión a internet para su funcionamiento, de lo contrario, las arcades se cuelgan o aparecen ventanas de error de "arcade desconectada". Lo mismo ocurre si el servicio e-amusement finalice con un juego determinado, dejándolo inoperativo, a menos que lanzara un parche de desconexión, permitiendo ejecutarse el juego sin conexión.

## Uso de la tarjeta en los juegos

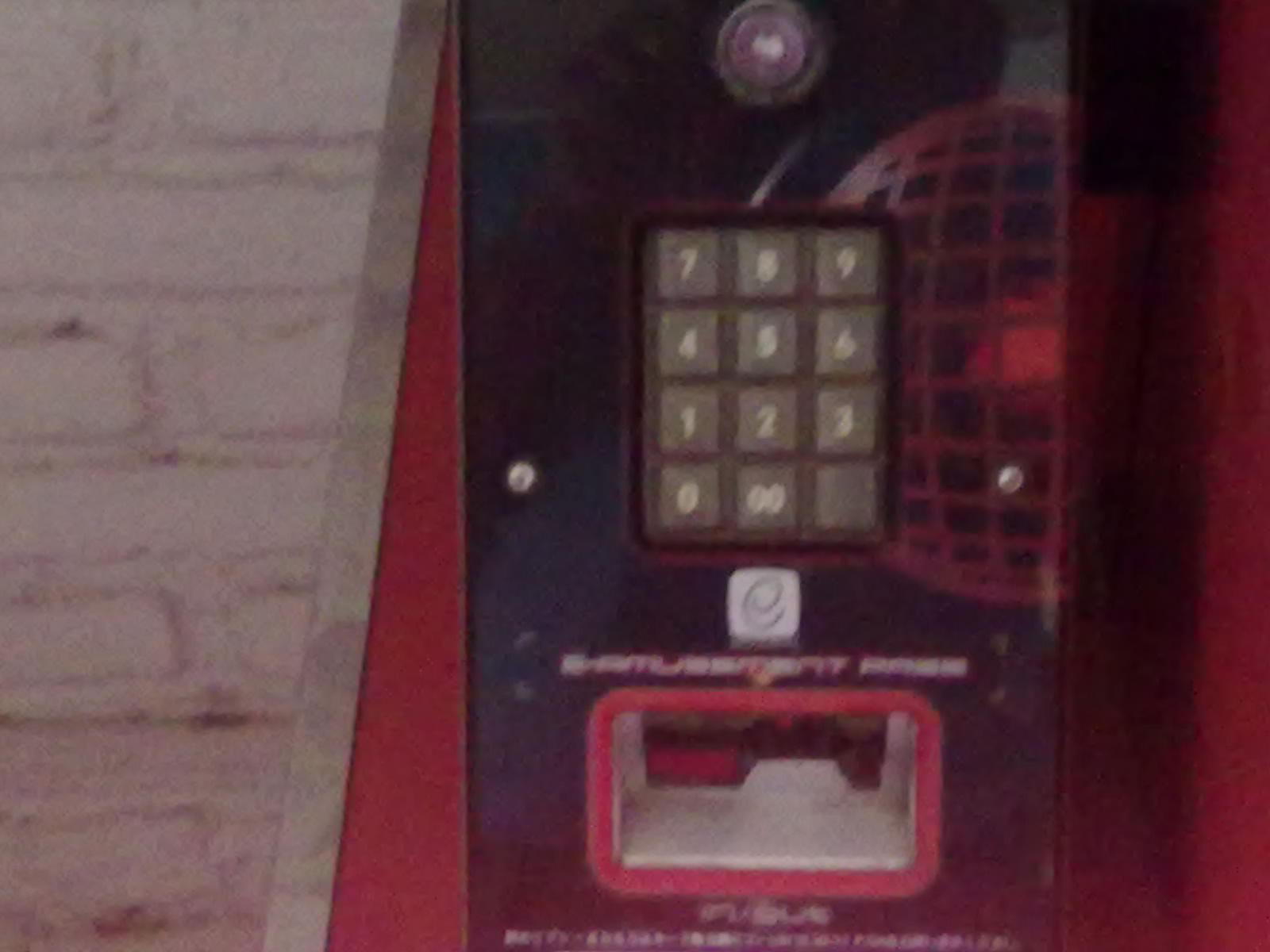
Un lector en forma de ranura de inserción de tarjetas y su teclado numérico, en una arcade DDR.

El sistema permite implementarse, entre otras máquinas:
- Beatmania IIDX: entre 9th Style y Happy Sky, se usaban tarjetas magnéticas, aunque inusuales fuera de Japón. Al registrar el usuario, le pide que nombrara con el e-Amusement ID, conocido en el IIDX como "IIDX ID" y seleccionar hasta 3 rivales respecto al progreso y puntajes. Desde la versión Distorded, se implementó el sistema e-amusement pass. Los usuarios que se suscribieron al modo BASIC puede personalizar interfaz, BGM del selector de canciones, ambos en algunos títulos, y partes de interfaz vía web. La última arcade que no req. conexión fue Rootage, ya que desde tricoro, no existen kits de desconexión. IIDX Infinitas sería la primera entrega para PC que soporta e-Amusement sin importar el país destino para la instalación. En Norteamérica, solo se usaba los servidores japoneses hasta la llegada de las versiones LIGHTNING MODEL de HEROIC VERSE, en donde tiene servidor propio.
- Dance Dance Revolution: a partir de Supernova 1, se puede desbloquear varias canciones BOSS, pero en Supernova 1 norteamericana no cuenta con el sistema, es más, tuvo que crear un 2.º DVD que contiene "Fascination -eternal love mix-" y corrección de errores. Solo para Supernova2, se extiende el servicio fuera de Asia. El e-amusement es requisito para ciertos eventos, como la "guerra de los Zukin", o el "Star System" para acceder a Extra Stages.

Debido a que ciertos países que no cuentan con dichos servidores con la publicación de Supernova 1, desde Supernova2, empezaron a usar el sistema de desbloqueo mediante códigos, que inicialmente, ciertas canciones y cursos están bloqueadas para jugar con la tarjeta. Fuera de Japón antes de la expansión del servicio, existen máquinas que no cuentan con el sistema. La última arcade que no req. conexión fue DDR X3 (y desde DDR A en Europa). Solo hubo 2 pruebas de localización en Norteamérica: uno, con Supernova 2 en Naperville, Illinois y otro, con DDR(2014) en las tiendas Round 1 y Dave & Buster's. DDR A sería la primera entrega que soporta e-amusement en Norteamérica. Solo las arcades doradas usan el servidor japonés y las demás cabinas usan servidor propio.
Desde el segundo semestre de 2017, todas las canciones que solo contiene CHALLENGE, como los remixes en CHALLENGE de DDRMAX2, las dificultades "Groove Radar" Special y las dificultades X-Special, fueron bloqueadas para los usuarios que no tienen cuenta.
- Gitar Freaks y DrumMania (GITADORA): hasta la versión V2, se usaba tarjetas magnéticas, pero desde su versión V3, se implementó el sistema e-AMUSEMENT PASS y desde su versión V4, se extiende el servicio fuera de Asia, junto con DDR Supernova 2. La última arcade que no req. conexión fue XG3.
- pop'n music: hasta su versión 13, se usaba tarjetas magnéticas, pero desde su versión 14, se implementó el sistema e-amusement pass. La última arcade que no req. conexión fue la versión 19.
- World Soccer Winning Eleven Arcade: Permite almacenar estrategia y formación de cada equipo. La última arcade que no req. conexión fue la versión 2010.

## Juegos
A diferencia de los juegos arcade, hay varios juegos que se lanzaron para PC y teléfonos denominados konaste (コナステ).
| Juegos                                | PC | iOS/Android           | Versión Arcade       | Fecha de lanzamiento |
| ------------------------------------- | -- | --------------------- | -------------------- | -------------------- |
| beatmania IIDX INFINITAS              | Sí |                       | IIDX EPOLIS          | 2015                 |
| Bombergirl                            | Sí |                       | Rainbow Bombergirl   | 2021                 |
| DanceDanceRevolution GRAND PRIX       | Sí |                       | DDR WORLD            | 2021                 |
| GITADORA Konaste                      | Sí |                       | GITADORA Galaxy Wave | 2020                 |
| Mahjong Fight Club Extreme            | Sí | Mahjong Fight Club SP | (varía)              | 2018                 |
| Nostalgia Konaste                     | Sí |                       | Nostalgia Op. 3      | 2021                 |
| pop'n music Lively                    | Sí |                       | pop'n music Unilab   | 2020                 |
| Quiz Magic Academy Konaste            | Sí | Sí                    | (varía)              | 2019                 |
| QuizKnock STADIUM Konaste             | Sí | Sí                    | QuizKnock STADIUM    | 2022                 |
| SOUNDVOLTEX EXCEED GEAR Konaste       | Sí |                       | SDVX EXCEED GEAR     | 2021                 |
| SOUNDVOLTEX III: Gravity Wars Konaste | Sí |                       | SDVX VIVID WAVE      | 2017                 |
| Tenkaichi Shogikai 2                  | Sí | Sí                    | (igual)              | 2017                 |